# William Bell (cantor)
William Bell (Memphis, 16 de julho de 1939) é um cantor e compositor norte-americano de soul.